# Marina Tabassum
Marina Tabassum (Daca, 1968) é uma arquiteta bengali. 
Em 2016, Tabassum ganhou o Prêmio Aga Khan de Arquitetura pelo design da Mesquita Bait Ur Rouf, em Daca.
Em 2020, Tabassum foi indicada pela revista Prospect como uma das grandes pensadoras da era inaugurada pela COVID-19, por seus designs desafiadores diante das ações coletivas da humanidade contra o planeta.
Em 2022, ela foi a vencedora do Prêmio Carreira Trienal de Lisboa Millennium BCP por seu trabalho em áreas carentes de Bangladesh e pela inovação da arquitetura em tais lugares.

## Biografia
Tabassum nasceu na capital bengali, em 1968. Filha de um oncologista, estudou numa escola católica para garotas na capital após sua família migrar da Índia para Daca durante a Partição de Bengala, em 1947. Em 1994, graduou-se em arquitetura pela Universidade de Engenharia e Tecnologia de Bangladesh.

## Carreira
Em 1995, Tabassum findou a URBANA, um escritório de arquitetura em Daca junto de Kashef Mahboob Chowdhury. A parceria durou dez anos, onde trabalharam em grandes projetos para a capital, até Tabassum abrir seu próprio escritório, o Marina Tabassum Architects, em 2005.
Desde 2005, Tabassum é professora convidada da BRAC University, uma universidade privada de pesquisa localizada em Daca, onde leciona sobre a arquitetura contemporânea do sul da Ásia. Na University of Asia Pacific, Tabassum leciona na pós-graduação, além de dar palestras e aulas como convidada de várias universidade pelo mundo. É a diretora do programa acadêmico do Instituto Bengali de Arquitetura desde 2015.
Tabassum projetou a mesquita Bait Ur Rouf em Daca, construída em 2012. Em 2016 o projeto foi finalista do prêmio Aga Khan de Arquitetura por seu projeto arrojado, utilizando-se de materiais típicos da região.